# Oude China
Het oude China is de regio waar de belangrijkste gebeurtenissen van de Chinese oudheid plaatsvonden. Net als de andere grote culturen van de oudheid ontstond de Chinese beschaving rond een rivier: de Gele Rivier.

## Geschiedenis
De geschiedenis van het oude China is die van een opeenvolging van dynastieën, met uitzondering van de Periode van Lente en Herfst en de Periode van de Strijdende Staten, toen verschillende dynastieën naast elkaar de plak zwaaiden over een deel van het oude China terwijl ze elkaar bestreden. Opvallend is dat juist in deze periode de ontwikkeling van de oud-Chinese cultuur en technologie een hoge vlucht nam.

## Kunst en cultuur
Onze kennis van de oud-Chinese kunst is veelal beperkt tot keramiek, brons, been en jade voorwerpen. Zo kennen we orakelbotjes en prachtige bronzen kunstvoorwerpen. Het terracottaleger van keizer Qin Shi Huangdi  is dan weer een voorbeeld van de verfijnde keramiektechnieken die zich in het oude China ontwikkelden.

### Taal en schrift

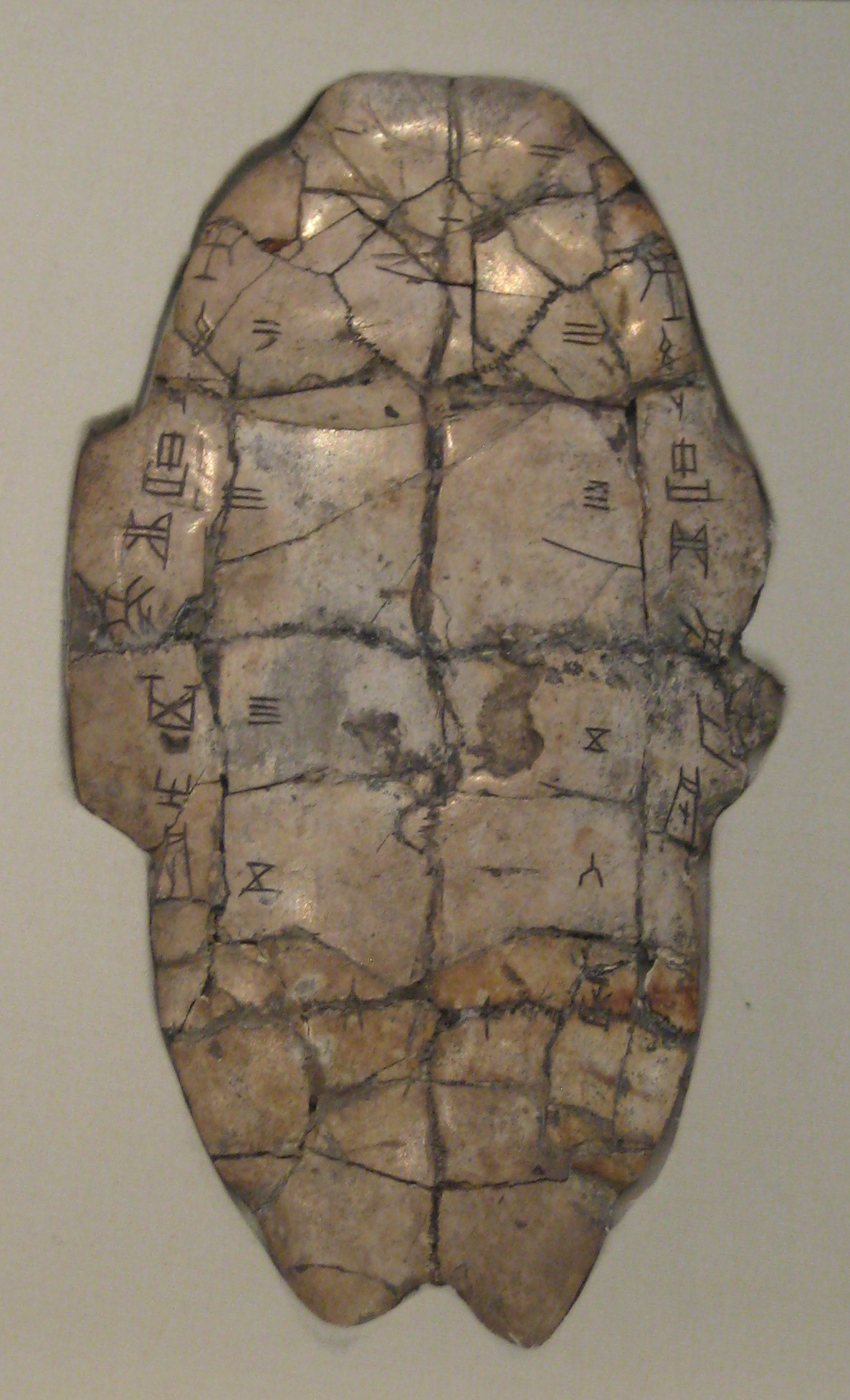
Een orakelbot - schildpaddenschild.

De Chinese talen bestaan al heel lang, er zijn al geschriften teruggevonden van meer dan 2500 jaar geleden en Chinese karakters op orakelbotten die nog ouder zijn. Het Chinese schrift is in tegenstelling tot dat van de westerse beschavingen geen alfabetisch schrift, maar een logografisch schrift en dus bruikbaar voor elke taal. Vandaar dat de haar omringende landen (Japan, Korea, ...) haar schrift konden overnemen.

### Oud-Chinese filosofie
De oud-Chinese filosofie legde minder nadruk op de materialistische visie als basis voor reflectie over de wereld en meer op gedrag, manieren en sociale omgang, zoals aan het licht wordt gebracht in taoïsme en confucianisme. Ook het legalisme was een belangrijke filosofische stroming in China.

## Oud-Chinese leger
Archeologische studie van Shang-sites te Anyang hebben verscheidene voorbeelden van strijdwagens en bronzen wapens aan het licht gebracht. De infanteristen hadden een dolk-bijl of speren als wapen.

### Strijdwagens
De vroegste strijdwagenbegrafenissite in China, ontdekt in 1933 te Hougang, Anyang van Centraal-China's Henan provincie, dateert van de regering van koning Wu Ding van de Yin-dynastie (ca. 1200 v.Chr.). Maar strijdwagens waren waarschijnlijk al eerder gekend, waarschijnlijk zo vroeg als de Xia-dynastie (17e eeuw v.Chr.). Tijdens de Shang-dynastie, werden leden van de koninklijke familie begraven met een volledig huishouden en slaven, inclusief een strijdwagen, paarden, en een wagenmenner. Een Shangstrijdwagen werd vaak getrokken door twee paarden, maar vier worden soms gevonden in graven. Een eenheid bestond uit een boogschutter, een menner, en soms een derde gewapend met een speer of een dolk-bijl. Van de 8ste tot de 5de eeuw, bereikte het gebruik van strijdwagens in China zijn piek, ze verschenen in groten getale, maar infanterie versloeg hen vaak in de strijd.

De strijdwagen werd overbodig in de Periode van de Strijdende Staten. De voornaamste reden hiervoor was de uitvinding van de kruisboog en het overnemen van nomadische cavalerie (bereden boogschutters), die effectiever was.

## Verder lezen
- E.H. Parker, Ancient China Simplified, Londen, 1908. (Public Domain!)